# Обермошел
Обермошел (њем. Obermoschel) град је у њемачкој савезној држави Рајна-Палатинат. Једно је од 81 општинског средишта округа Донерсберг. Према процјени из 2010. у граду је живјело 1.137 становника. Посједује регионалну шифру (AGS) 7333054.

## Географски и демографски подаци
Обермошел се налази у савезној држави Рајна-Палатинат у округу Донерсберг. Град се налази на надморској висини од 206 метара. Површина општине износи 10,2 km². У самом граду је, према процјени из 2010. године, живјело 1.137 становника. Просјечна густина становништва износи 112 становника/km².